# Südkabel

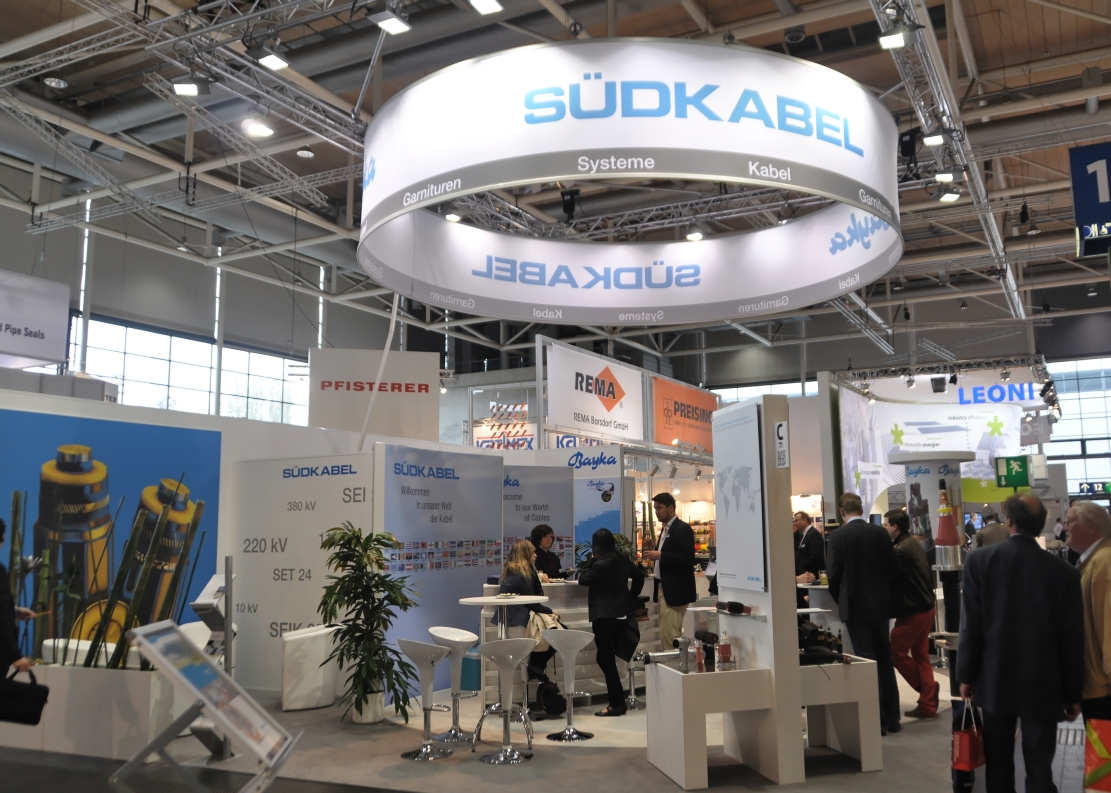
Messestand auf der Hannover Messe 2012

Die Südkabel GmbH mit Sitz in Mannheim ist spezialisiert auf die Herstellung von Starkstromkabeln und Kabelgarnituren sowie deren Verlegung und Montage. Planung und Bau von Hochspannungskabelsystemen bis zur höchsten Spannungsebene gehören ebenfalls zu dem Leistungsspektrum des Mannheimer Unternehmens.

## Unternehmensgeschichte

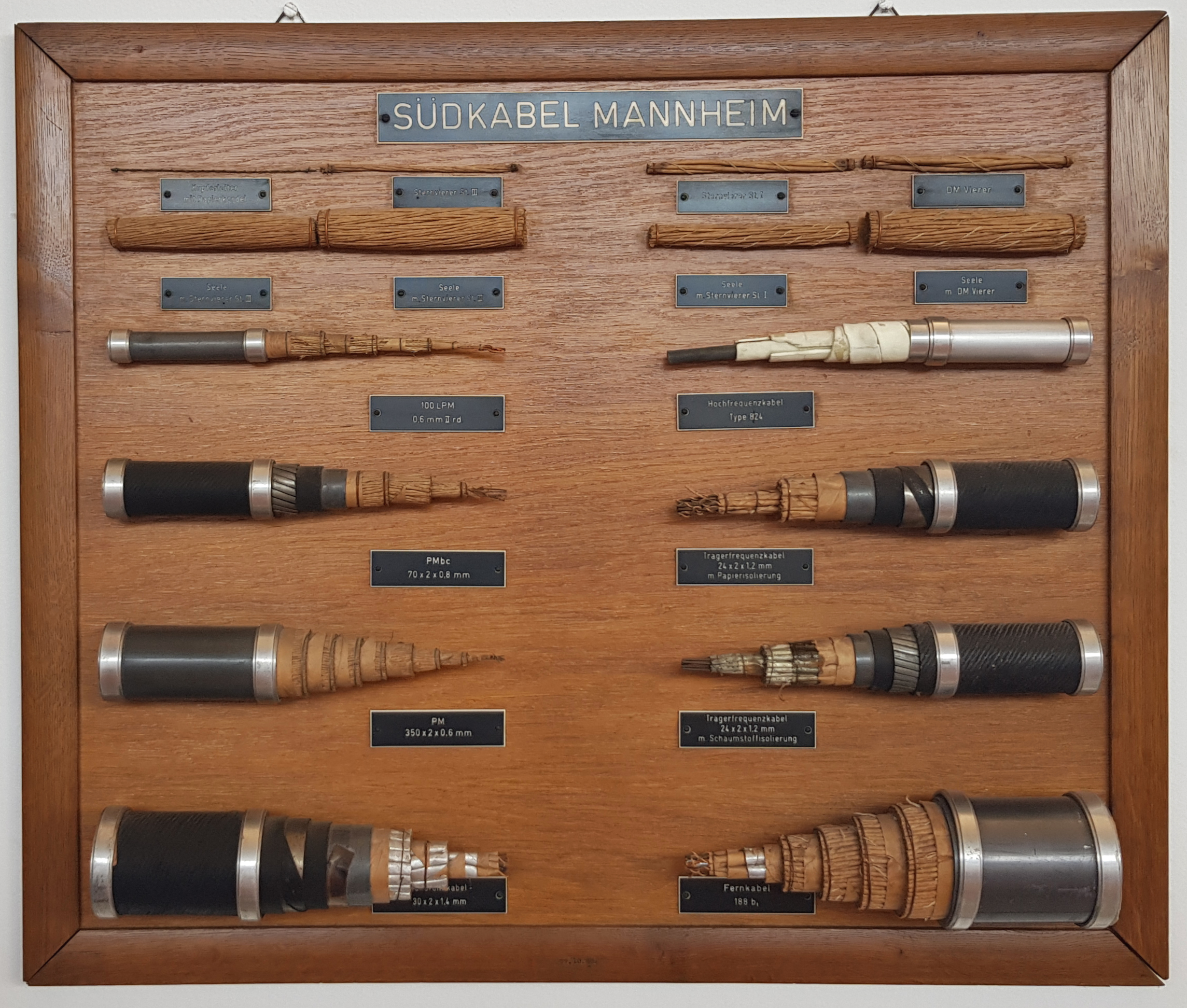
Musterpalette von vor 1970, ausgestellt im Nikola-Tesla-Museum in Zagreb

Das Unternehmen wurde 1898 unter dem Namen Süddeutsche Kabelwerke (Südkabel) in Mannheim gegründet. Durch den Zusammenschluss mehrerer Unternehmen entstand 1970 die Kabel- und Lackdrahtfabriken GmbH (Kabel + Draht). Kabel + Draht war für 18 Jahre im Besitz der Brown, Boveri & Cie. (BBC). Nach der Bildung der ABB-Gruppe durch den Zusammenschluss von ASEA und BBC wurde 1988 der Name der Gesellschaft in ABB Kabel und Draht GmbH geändert. Seit 1997 wurden die Starkstromaktivitäten unter dem Unternehmensnamen (Firma) ABB Energiekabel GmbH fortgeführt. Zum 1. Januar 2004 erwarb die Wilms-Gruppe das Kabel- und Garniturenwerk mit all seinen Aktivitäten in Mannheim von ABB. Seitdem trägt das Unternehmen wieder den traditionsreichen Namen Südkabel GmbH.

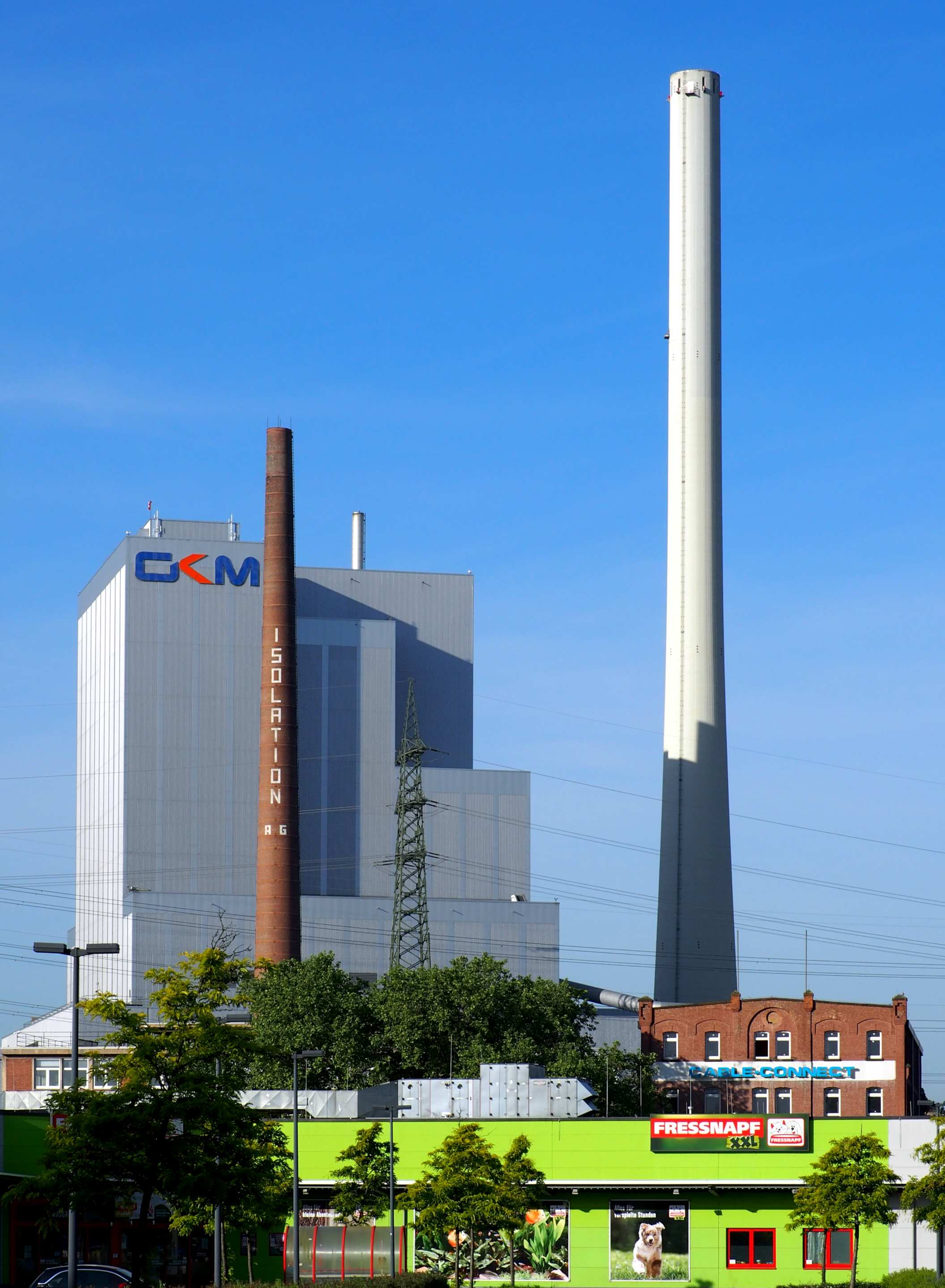
An Bauten der Südkabel sind die Namen Isolation AG und Cable⁃Connect angebracht.

Um sich Produktionskapazitäten zur Realisierung eines Großauftrags des Übertragungsnetzbetreibers Amprion (Hochspannungs-Gleichstrom-Übertragungsleitungen des Projekts Korridor B sowie für Teile von Rhein-Main-Link) zu sichern, vereinbarte der japanische Kabelhersteller Sumitomo Electric im Juni 2024 die Übernahme eines 90 %-Anteils an Südkabel von der Wilms Group.

## Umsatzentwicklung
Das Unternehmen erlitt, wie in der Branche üblich, in den letzten Jahren erhebliche Umsatzeinbußen:
| Geschäftsjahr | Umsatz        |
| ------------- | ------------- |
| 2013/2014     | 155,48 Mio. € |
| 2014/2015     | 136,48 Mio. € |
| 2015/2016     | 148,93 Mio. € |
| 2016/2017     | 124,76 Mio. € |
| 2017/2018     | 148,83 Mio. € |
| 2018/2019     | 98,67 Mio. €  |
| 2019/2020     | 65,73 Mio. €  |
| 2020/2021     | 58,39 Mio. €  |
| 2021/2022     | 77,90 Mio. €  |
| 2022/2023     | 136,39 Mio. € |

## Technik
Durch die Einführung des Isolierwerkstoffes Vernetztes Polyethylen (VPE) hat Südkabel die Kabelwelt zunächst im Mittelspannungsbereich und später im Hochspannungsbereich nachhaltig verändert. In der heutigen Kabelgeneration ist VPE mit seiner Formbeständigkeit selbst bei hohen Kurzschlusstemperaturen dem thermoplastischen PE deutlich überlegen. Auch im Blick auf die thermische Alterung hat sich VPE als Isolierstoff erster Wahl durchgesetzt.

## Technische Meilensteine
- 1936 Niederdruckölkabel für 110 kV
- 1961 Niederdruckölkabel für 220 kV
- 1971 Niederdruckölkabel für 275 kV
- 1973 Erstes 110-kV-VPE-Kabelsystem in Deutschland
- 1988 Erste VPE-isolierte 220-kV-Kabelanlage in Deutschland
- 1996 Erste 400-kV-VPE-Kabelanlage in Europa
- 2001 Erste 550-kV-VPE-Kabelanlage